# اسکارلاتی ۶۴۸۰
سیارک ۶۴۸۰ (به انگلیسی: 6480 Scarlatti، نامگذاری:1988PM1) شش هزار و چهارصد و هشتادمین سیارک کشف شده‌است که در ۱۲ اوت ۱۹۸۸ کشف شد.
قدر مطلق سیارک برابر ۱۴٫۱۰ است.